# Куаррата
Куаррата (італ. Quarrata) — муніципалітет в Італії, у регіоні Тоскана,  провінція Пістоя.
Куаррата розташована на відстані близько 250 км на північний захід від Рима, 23 км на захід від Флоренції, 11 км на південний схід від Пістої.

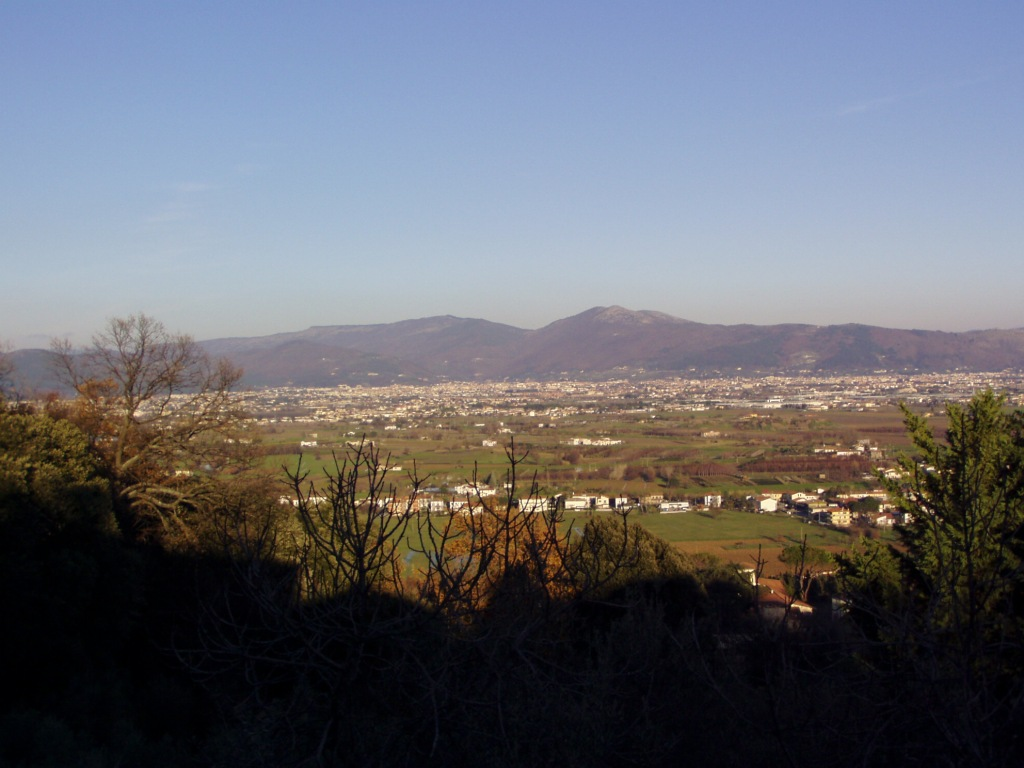

Населення — 26 119 осіб (2014).

## Демографія
Населення за роками:

Станом на 1 січня 2023 року в муніципалітеті офіційно проживало 3177 іноземців з 76 країн, серед них 613 громадян країн Євросоюзу та 34 громадяни України.

## Сусідні муніципалітети
- Альяна
- Карміньяно
- Лампореккьо
- Пістоя
- Прато
- Серравалле-Пістоїєзе
- Вінчі